# Campionati mondiali di ginnastica ritmica 1999
I XXIII Campionati mondiali di ginnastica ritmica si sono svolti a Osaka, in Giappone, dal 12 al 17 ottobre 1999.

## Risultati
| Evento                          | Oro                                   | Argento                              | Bronzo                              |
| Individuale (cerchio)           | Olena Vitryčenko Ucraina 10,000       | Alina Maratovna Kabaeva Russia 9,975 | Jaŭhenija Paŭlina Bielorussia 9,925 |
| Individuale (palla)             | Alina Maratovna Kabaeva Russia 9,966  | Julija Raskina Bielorussia 9,958     | Tamara Jerofejeva Ucraina 9,925     |
| Individuale (fune)              | Olena Vitryčenko Ucraina 10,000       | Alina Maratovna Kabaeva Russia 9,966 | Julija Barsukova Russia 9,925       |
| Individuale (nastro)            | Alina Maratovna Kabaeva Russia 10,000 | Julija Raskina Bielorussia 9,958     | Olena Vitryčenko Ucraina 9,933      |
| Individuale (concorso completo) | Alina Maratovna Kabaeva Russia 39,924 | Julija Raskina Bielorussia 39,774    | Julija Barsukova Russia 39,723      |
| Gruppo (5 clavette)             | Grecia 19,816                         | Bielorussia 19,766                   | Russia 19,700                       |
| Gruppo (3 nastri, 2 cerchi)     | Grecia 19,833                         | Russia 19,783                        | Bielorussia 19,716                  |
| Gruppo (concorso completo)      | Russia 39,500                         | Grecia 39,466                        | Bielorussia 39,433                  |
| Concorso a squadre              | Russia 119,089                        | Bielorussia 118,656                  | Ucraina 118,322                     |

## Medagliere
| Pos. | Nazione     | Oro | Argento | Bronzo | Totale |
| 1    | Russia      | 5   | 3       | 3      | 11     |
| 2    | Grecia      | 2   | 1       | 0      | 3      |
| 3    | Ucraina     | 2   | 0       | 3      | 5      |
| 4    | Bielorussia | 0   | 5       | 3      | 8      |